# 长江溲疏
长江溲疏（学名：Deutzia schneideriana）为虎耳草科溲疏属下的一个种。

## 扩展阅读
- 維基物種上的相關：长江溲疏